# Douglas County, Wisconsin
Douglas County är ett administrativt område i nordvästligaste delen av delstaten Wisconsin, USA, med 44 159 invånare. Den administrativa huvudorten (county seat) är Superior.
Området fick sitt namn vid bildandet efter den amerikanske senatorn och presidentkandidaten Stephen A. Douglas. Regionen var intressant för många emigrerande svenskar, inte minst de som kom från Falbygden i gamla Skaraborgs län i slutet av 1800-talet.

## Geografi
Enligt United States Census Bureau har countyt en total area på 3 833 km². 3 391 km² av den arean är land och 442 km² är vatten.

### Angränsande countyn
- Bayfield County - öst
- Sawyer County - sydost
- Washburn County - syd
- Burnett County - sydväst
- Pine County, Minnesota - sydväst
- Carlton County, Minnesota - väst
- St. Louis County, Minnesota - nordväst